# 人切岩
人切岩（ひときりいわ）は、石見銀山遺跡の銀山街道・鞆ヶ浦道（ともがうらどう）の林道の傍らに位置する巨石。高さ約2メートル、長さ約4メートルで、鋭利な刃物で切ったように2つに分断されている。
石見銀山街道・鞆ヶ浦道（ともがうらどう）は、石見銀山と銀の積み出し港で鞆ヶ浦・沖泊の二港にそれぞれつながる山中の搬送路（長さ約4km）で、銀山の輸送経路として栄えた頃は山賊が度々出るなど治安が悪く、胴地蔵、石見銀山処刑場などが街道に位置しているためか不思議な伝説が多く残されている。街道沿いには石でつくられた地蔵が複数点在している。この周辺は当時石切場であったため現在も巨大な岩が至る所に放置されている。

## 伝承
昔、深夜この道を通行すると女が現れ旅人や村人を誘惑し行方不明となることが多発し恐れられていた。これを聞いた旅の武士が待ち構えて現れた女を斬りつけたところ、2つに分かれた巨大な岩が姿を現した。それ以降もののけは現れなくなったと伝承されている。